# نهر مورا
نهر مورا (بالإنجليزية: نهر مورا)‏: هو نهر في ولاية نيوساوث ويلز، أستراليا. يُعرف أيضاً بالنهر الجاف.